# Aurel Popovici

Cele cincisprezece State Unite ale Austriei Mari

Aurel Constantin Popovici (n. 16 octombrie 1863, Lugoj – d. 9 februarie 1917, Geneva) a fost un jurist și un politician român. În 1906 a propus federalizarea Austro-Ungariei în așa-zisele State Unite ale Austriei Mari.

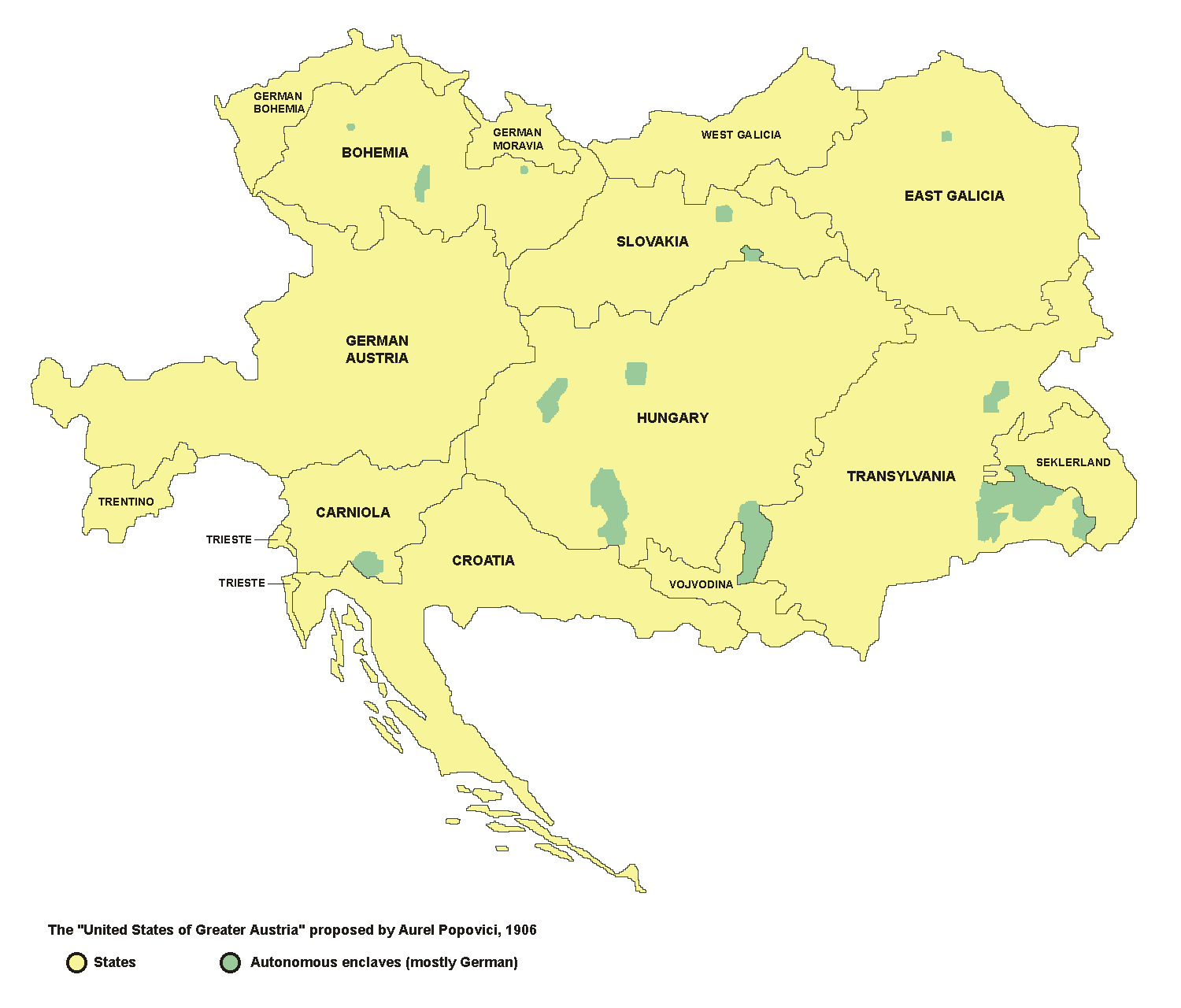
Harta Statelor Unite ale Austriei Mari, propusă de Popovici în 1906

Născut în Banatul multietnic, a urmat școala la Brașov și Beiuș, după care a studiat medicină la Viena și Graz. Încă din tinerețe și-a exprimat opoziția împotriva politicii de maghiarizare din Transilvania și Banat, printre altele scriind și protestul „Replică”, în 1892.
Împreună cu alți intelectuali români din Partidul Național Român (1892), el a semnat Memorandumul Transilvaniei, un document care pleda pentru drepturi egale între românii și maghiarii din Transilvania, cerând încetarea persecuțiilor și tentativelor de maghiarizare.
Prin cunoștințe reușește să intre într-un grup de persoane din jurul lui Franz Ferdinand și încearcă să promoveze ideea unei restructurări a imperiului Austro-Ungar într-o uniune de state federale.
În acest context, concepe în 1906 o structură federală, probabil inspirată de modelul unor republici federale viabile (așa cum erau la timpul respectiv, Statele Unite ale Americii, respectiv Mexic și Brazilia, care au imitat modelul american), pe care o numește Statele Unite ale Austriei Mari. Conceptul presupunea înființarea a 15 provincii autonome (state), constituite pe principiul naționalității, respectând frontierele etnice, beneficiind de o largă autonomie internă, după modelul elvețian sau american. Era prevăzută, de asemenea, o întărire considerabila a executivului central și folosirea sistematică a limbii germane în administrație și ca limbă oficială. Una din consecințele cele mai importante era pierderea importanței jucate de Ungaria. Afirmația trebuie înțeleasă în logica exercițiului naționalist și în corelație cu mediul confruntărilor între națiuni, pe fondul primei afirmări geopolitice a acestora în istoria europeană. Datorită rezistenței opuse de partea maghiară și a asasinării prințului, modelul propus de Popovici a pierdut orice șansă de a mai fi implementat.
Aurel C. Popovici a fost interpretat ca o contraparte la contextul critic, destructiv și centrifug din Europa Centrală, prin teoria lui puternic centralistă a unei guvernări puternice centrale, care să coordoneze un context federal. A fost asimilat unui neoconservatorism jeffersonian. În afară de complexitatea teoriei politice a lui A.C. Popovici, trebuie subliniată atracția acestuia față de noul val de rasism și xenofobie din Europa Centrală. Articolele sale, de o virulență uneori rar întâlnită, sunt îndreptate împotriva evreilor, ungurilor, „levantinilor balcanici” etc. Cum observă Virgil Nemoianu, „toate acestea erau datorate, în parte, tradiției politice xenofobe a lui Eminescu (Popovici admira foarte mult moștenirea teoretică a lui Eminescu)”.
Naționalismul lui Popovici trebuie însă înțeles de o manieră ceva mai moderată: națiunea era înțeleasă drept o unitate mai degrabă morală și politică decât rasială. Popovici s-a folosit însă de teoreticienii ideii rasiale, mai cu seamă folosindu-i împotriva curentului cosmopolit, pe care-l detesta.
Alături de ideea unei autorități statale puternice, menite să modeleze societatea, Popovici era adeptul unei forme de neintervenționism în chestiunile sociale, fiind de asemenea favorabil descentralizării. Sistemul școlar era văzut ca fiind detașat de o formă autoritaristă de intervenție a statului.
A decedat la 9 februarie 1917, în Geneva, Elveția. A fost înmormântat în cimitirul de lângă Biserica Sf. Nicolae din Șcheii Brașovului.